# Earpwald
Vous lisez un « bon article » labellisé en 2016.
Earpwald, Eorpwald ou Erpenwald est un souverain du royaume d'Est-Anglie dans la première moitié du VIIe siècle.
Fils de Rædwald, il accède au pouvoir vers 624, puis se convertit au christianisme sous l'influence d'Edwin de Northumbrie à une date incertaine, 627 ou 632. Peu après avoir reçu le baptême, il est assassiné par un noble nommé Ricberht, dont les motifs sont vraisemblablement aussi politiques que religieux, et l'Est-Anglie retourne au paganisme pour quelques années, jusqu'à l'avènement de Sigeberht.
Earpwald est le premier roi anglo-saxon à mourir pour la foi chrétienne, ce qui lui vaut d'être vénéré comme un saint martyr de l'Église. Son règne n'est quasiment connu que par l'entremise de l’Histoire ecclésiastique du peuple anglais de Bède le Vénérable. Il pourrait avoir été inhumé à Sutton Hoo.

## Origines
Au début du VIIe siècle, le Sud de l'Angleterre est presque entièrement sous le contrôle des différents souverains anglo-saxons. Ces envahisseurs d'origine germanique, constitués d'Angles, de Saxons, de Jutes et de Frisons, sont arrivés en Grande-Bretagne au Ve siècle. Dès l'an 600, plusieurs royaumes se forment au sein des territoires conquis, dont le royaume d'Est-Anglie, qui correspond aux actuels comtés du Norfolk et du Suffolk. L'histoire de ce royaume n'est pratiquement pas documentée avant le règne de Rædwald, qui s'achève vers 624, mais il est possible de glaner les noms de ses prédécesseurs de la dynastie des Wuffingas dans l’Histoire ecclésiastique, une chronique rédigée par le moine northumbrien Bède le Vénérable dans les années 730.
En 616, Rædwald remporte une victoire militaire décisive contre Æthelfrith de Northumbrie sur la rivière Idle et installe le prince exilé Edwin sur le trône de Deira. Cette victoire sur les Northumbriens fait de Rædwald l'un des plus puissants souverains de l'île, et la Chronique anglo-saxonne lui attribue a posteriori le titre de bretwalda. Il est possible qu'il ait été inhumé dans le somptueux bateau funéraire de Sutton Hoo.
Earpwald est le fils de Rædwald et d'une reine dont le nom est inconnu. On lui connaît au moins un frère nommé Rægenhere. Les initiales de Rægenhere et Earpwald sont identiques à celles de Rædwald et de son frère cadet Eni ; il est donc possible que Rægenhere ait été l'aîné et qu'Earpwald ne soit devenu l'héritier du trône qu'après sa mort au combat lors de la bataille de la rivière Idle en 616. Il est possible que le futur roi Sigeberht soit également le fils de Rædwald, mais les sources ne s'accordent pas à ce sujet : Bède affirme que Sigeberht et Earpwald sont frères, mais d'après le chroniqueur du XIIe siècle Guillaume de Malmesbury, ils ont la même mère, mais pas le même père. L'historienne Barbara Yorke propose l'hypothèse que Sigeberht soit issu d'une autre branche de la dynastie des Wuffingas. Ce serait alors pour garantir la succession d'Earpwald qu'il aurait été contraint à l'exil.

## Couronnement et conversion

Le royaume d'Est-Anglie au VIIe siècle.

Earpwald est encore païen lorsqu'il devient roi d'Est-Anglie à la mort de Rædwald vers 624. Pour l'historien D. P. Kirby, c'est à ce moment-là que prend place le départ de Sigeberht, dans un contexte de lutte pour le pouvoir. Il estime également que la religion du roi est source de tensions entre les factions chrétiennes et païennes du royaume, ce qui diminue son influence sur le reste de l'Angleterre.
En 627, Edwin entreprend de convertir les habitants de la Northumbrie, du Lindsey et de l'Est-Anglie au christianisme, ce qui convainc Earpwald de se convertir d'après Bède. D'après le nombre d'années passées par Félix de Burgondie à la tête du diocèse d'Est-Anglie, cette conversion s'est produite en 627, mais la Chronique anglo-saxonne la date de 632. On ignore où il a été baptisé, mais il est très probable que ce soit Edwin qui le mène vers les fonts baptismaux.
Les conditions de la conversion d'Earpwald tendent à montrer qu'Edwin assume désormais une position dominante vis-à-vis de l'Est-Anglie. À la suite de ce baptême, les prêtres northumbriens d'Edwin ont toute latitude pour éradiquer le paganisme du royaume d'Earpwald et convertir ses sujets. L'Est-Anglie ne bénéficie cependant pas encore de la création d'un diocèse dédié. Toute la côte est de l'Angleterre se retrouve ainsi sous la coupe d'Edwin et de ses alliés chrétiens, de la Northumbrie jusqu'au Kent, à l'exception notable de l'Essex.

## Mort et postérité

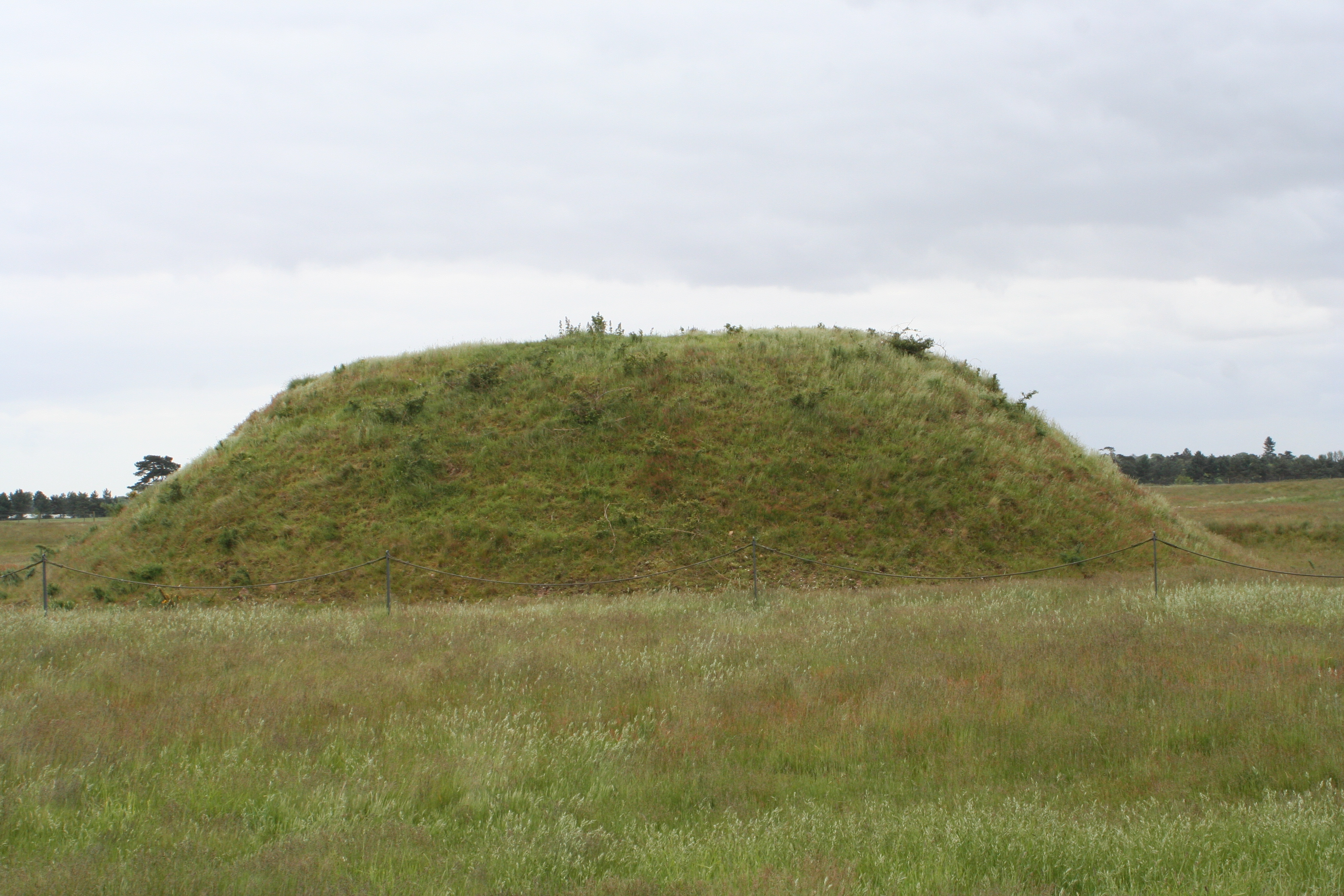
Earpwald pourrait avoir été inhumé dans le tumulus 2 à Sutton Hoo.

Bède rapporte que peu après sa conversion, Earpwald est assassiné par un païen du nom de Ricberht et qu'à sa mort le royaume revient au paganisme pour les trois années qui suivent,. Cependant, il ne précise pas les circonstances de ce meurtre et les motivations de Ricberht ne sont pas établies. Le retour au paganisme après la mort d'Earpwald ne trahit pas nécessairement une rivalité entre l'ancienne et la nouvelle religion : il pourrait s'agir d'une réaction d'ordre politique à la domination d'Edwin sur le royaume. Ricberht lui-même est une énigme. Ses origines ne sont pas connues et s'il est possible qu'il se soit emparé du pouvoir après son crime, le texte de Bède ne l'indique pas clairement. Ce qui est certain, c'est qu'il faut attendre l'avènement de Sigeberht, en 630 ou 631, pour que la christianisation de l'Est-Anglie reprenne son cours.
Le site de Sutton Hoo, près de Woodbridge dans le Suffolk, abrite deux cimetières anglo-saxons des VIe et VIIe siècles. Il est probable que des membres de la dynastie d'Earpwald soient inhumés sous ses tumulus, mais il est impossible d'identifier avec certitude les défunts qui ont pu y être enterrés. D'après l'archéologue Martin Carver, Earpwald, en tant que fils de Rædwald, pourrait être inhumé sous le tumulus 1 ou 2.
Earpwald est le premier roi anglo-saxon à avoir été tué en raison de sa foi chrétienne. Dans sa Complete History of the British Martyrs publiée en 1904, William Canon Fleming affirme qu'il a été considéré un certain temps comme saint et martyr par l'Église, mais que le jour de sa fête s'est perdu.

### Sources primaires
- Bède le Vénérable (trad. Philippe Delaveau), Histoire ecclésiastique du peuple anglais, Gallimard, coll. « L'Aube des peuples », 1995, 399 p. (ISBN 2-07-073015-8).
- (en) Michael Swanton (trad.), The Anglo-Saxon Chronicle, Routledge, 1996, 363 p. (ISBN 0-415-92129-5).

### Sources secondaires
- (en) Martin Carver, The Age of Sutton Hoo : The Seventh Century in North-Western Europe, The Boydell Press, 2006 (ISBN 0-85115-330-5).
- (en) Martin Carver, Sutton Hoo : Burial Ground of Kings?, Philadelphia (Pa.), British Museum Press, 1998, 195 p. (ISBN 0-8122-3455-3).
- (en) William Canon Fleming, Complete History of the British Martyrs : From the Roman Occupation to Elizabeth's Reign, Kessinger, 2003 (1re éd. 1904), 168 p. (ISBN 0-7661-7370-4).
- (en) N. J. Higham, The Convert Kings : Power and Religious Affiliation in Early Anglo-Saxon England, Manchester University Press, 1997, 293 p. (ISBN 0-7190-4828-1).
- (en) Richard Hoggett, The Archaeology of the East Anglian Conversion, Woodbridge, The Boydell Press, 2010, 207 p. (ISBN 978-1-84383-595-0).
- (en) D. P. Kirby, The Earliest English Kings, Routledge, 2000, 258 p. (ISBN 0-415-24211-8).
- (en) S. J. Plunkett, Suffolk in Anglo-Saxon Times, Tempus, 2005 (ISBN 0-7524-3139-0).
- (en) Barbara Yorke, Kings and Kingdoms of Early Anglo-Saxon England, London/New York, Routledge, 2002, 218 p. (ISBN 0-415-16639-X).